# Arxipèlag del Frieu
L'arxipèlag del Frieu (en occità Archipèla dau Frieu, en francès Archipel du Frioul) són un conjunt d'illes situades enfront del barri d'Endome al 7è districte de Marsella. El componen quatre illes, la superfície total de les quals arriba a les 200 ha. Les illes componen un dels 111 barris de Marsella, pertanyent al districte 7è.
Les illes compten amb 146 habitants censats (2012).

## L'arxipèlag
El Frieu el componen quatre illes principals:
- Pomègue al sud (2,7 km de llarg i 89 m d'altitud màxima).
- Ratonèu al nord (2,5 km de llarg i 86 m d'altitud màxima).
- It, a l'est. S'hi alça el castell d'It; és la fortalesa que va acollir Edmond Dantès, l'heroi imaginari de la novel·la El Comte de Montecristo d'Alexandre Dumas.
- Tibolenc de Frieu, illot situat a l'oest de Ratonèu.[2]

Les illes de Pomègue i Ratonèu es troben enllaçades pel dic Berry, construït el 1822 sota el regnat de Lluís XVIII. Se l'anomena així en record del duc de Berry, assassinat el 1820 per l'obrer bonapartista Louis Pierre Louvel. Aquest dic va transformar l'antic amarrador d'època romana en un veritable port.
Un servei de llanxes enllacen el Port Vielh de Marsella (Moll dels Belgues) amb les illes. El port de Pomègue-Ratonèu es troba a una distància de 5,9 km del Port Vielh, mentre que l'illa d'It es troba 4,4 km.

## Vegetació
La floració a les illes hi és prou abundant malgrat les seves condicions climàtiques siguin dures. Així, hi podem veure colònies de Sedum litoreum, Silene sedoides, Astragalus tragacantha, Pancratium maritimum, Phleum arenarium, Mesembryanthemum nodiflorum i les associacions halofílies dels Crithmo-Limonietea. L'arxipèlag també acull comunitats d'Ephedra distachya, d'Hyoseris scabra i Melilotus siculus.
La flora del Frieu compta amb 14 espècies vegetals rares o protegides.

## Fauna

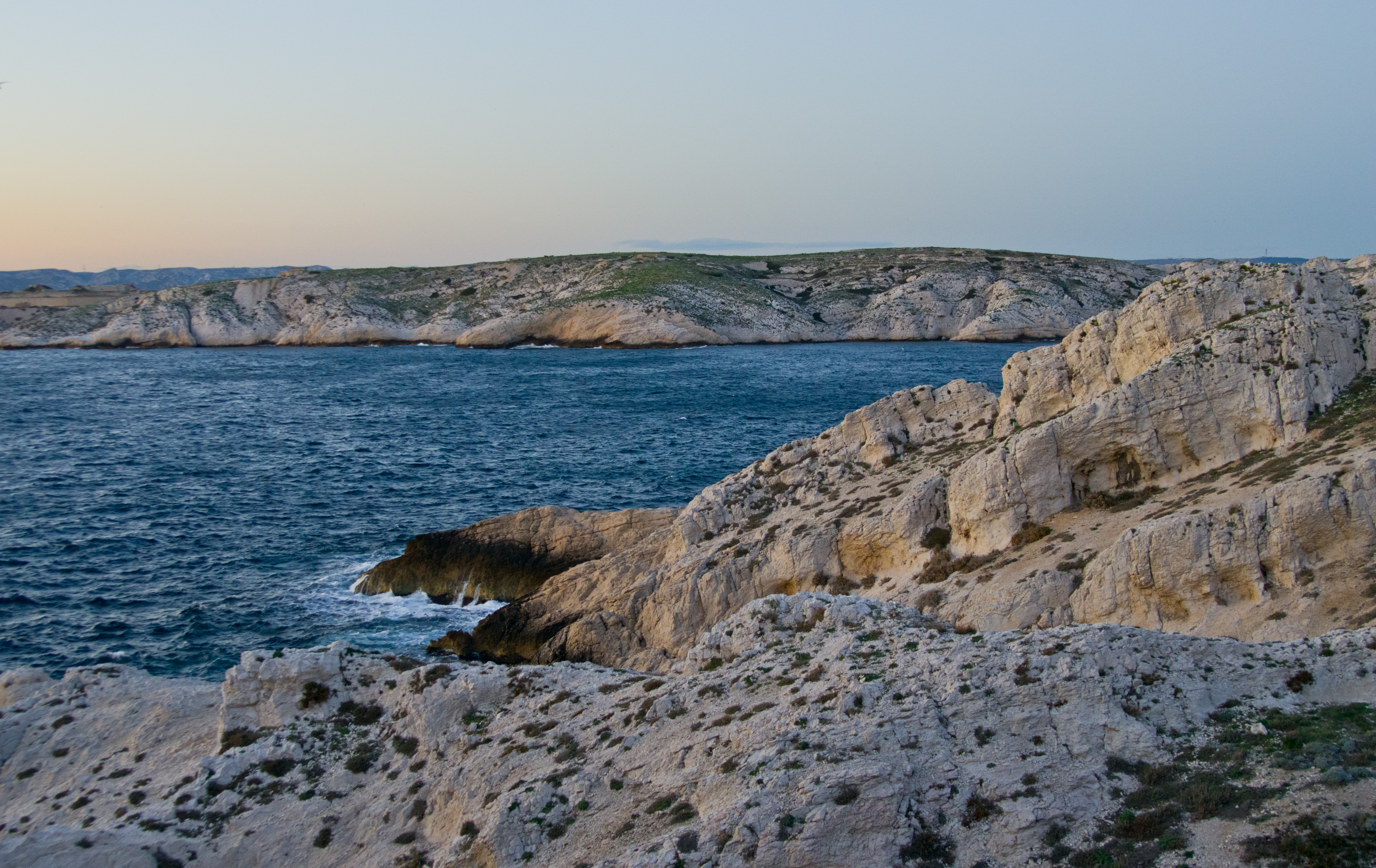
Paisatge de les illes.

L'arxipèlag forma part de la zona de protecció especial de les illes de Marsella. Malgrat la proximitat amb la ciutat hi ha més de 70 parelles de baldrigues que hi aniden.També hi podem trobar el falcó pelegrí, el mussol comú, la merla blava o el martinet. Deixant de banda els ocells, el Frieu acull la població de Phyllodactylus més septentrional d'Europa.